# Elaeocarpus chionanthus
Elaeocarpus chionanthus är en tvåhjärtbladig växtart som beskrevs av Albert Charles Smith. Elaeocarpus chionanthus ingår i släktet Elaeocarpus och familjen Elaeocarpaceae. Inga underarter finns listade i Catalogue of Life.